# Rivière à la Graisse
Pour l’article homonyme, voir Graisse (homonymie).
La rivière à la Graisse est un affluent de la rive nord du fleuve Saint-Laurent au Sud-Ouest du Québec. Cette rivière coule dans la municipalité des Cèdres, dans la municipalité régionale de comté (MRC) de Vaudreuil-Soulanges, dans la région administrative de la Montérégie, au Québec, au Canada.

## Géographie
Les bassins versants voisins de la rivière à la Graisse sont :
- côté nord : rivière Rouge, rivière des Outaouais, lac des Deux-Montagnes ;
- côté est : lac Saint-Louis, ruisseau Saint-Grégoire, ruisseau Saint-Féréol ;
- côté sud : lac Saint-Louis, fleuve Saint-Laurent, Canal de Soulanges ;
- côté ouest : rivière Rouge.

La rivière à la Graisse prend sa source en milieu agricole au nord-est de Saint-Clet.
Cette rivière coule vers le sud-est parallèlement au chemin Saint-Emmanuel (du côté est) et en parallèle (du côté ouest) au ruisseau du Trait Carré. Le cours de la rivière passe du côté est le village de Saint-Clet. Sur son cours vers le sud-est en zones agricoles, elle traverse le chemin de la Cité-des-Jeunes, le chemin de fer, la montée Chénier Est, un autre chemin de fer, l'autoroute du Souvenir (du côté ouest de la sortie 22) et le Canal de Soulanges.
La rivière à la Graisse se déverse sur la rive nord du fleuve Saint-Laurent face à l'Île de Salaberry, entre la Pointe au Diable (côté ouest) et la Pointe à Valier (côté est), à l'ouest du village des Cèdres et à l'est de Coteau-du-Lac. L'embouchure de la rivière à la Graisse est située à l'est de l'embouchure de la rivière Rouge et à l'est de l'embouchure de la rivière Delisle.

## Toponymie
Le toponyme de la « rivière à la Graisse » est officialisé le 5 décembre 1968 à la Commission de toponymie du Québec.